# Riera de Sant Quintí (Ripollès)
|  | Per a altres significats, vegeu «Riera de Sant Quintí». |

La riera de Sant Quintí (o riera de les Llosses) és un riu de muntanya calcària afluent del marge esquerre (oest) del riu Ter en el que desemboca al sud de Ripoll, a l'alçada del trencant entre la C-17 i la C-26. El seu curs està als municipis de les Llosses i de Ripoll.
El riu té el número 2000070 i és considerat riu de muntanya mediterrània calcària (MMC) a l'annex 1:Llistat de les masses d'aigua, tipologies i condicions de referència del Pla de gestió de la conca fluvial de Catalunya.

## Naixement
La riera de Sant Quintí neix a la Collada del Forn, al terme municipal de les Llosses.

## Curs
La riera passa per lo Mas, Cal Buxader, Sabatés, Molí de Sabatés i l'Hostal Cremat en el terme de la parròquia de Santa Maria de les Llosses; per Buxassa, l'Atalaya, Franquesa i Arenyas a Sant Esteve de Vallespirans i finalment, a la parròquia de Ripoll passa per Can Rampí, Casa Nova dels Bruchs i les Planas del Corral.

## Desembocadura
La riera de sant Quintí desemboca al riu Ter al costat de l'ermita del Remei de Baix al sud de Ripoll, a prop del trencant de les carreteres C-17 i C-26 (de Berga a Ripoll).

## Longitud i àrea
Segons la base de dades de la xarxa de conques principals de Catalunya, a la longitud màxima des de la seva desembocadura és de 13.14 quilòmetres i la seva àrea total és de 45.99 km².

## Afluents
La riera de sant Quintí té dos afluents que són de corrent permanent. A la vora dreta hi té la riera del Grau i a l'esquerra la riera de Carnalets. El seu afluent principal és la riera de Vilardell i té un total de 25 cursos d'aigua subsidiaris.

### Riera del Grau
La riera del Grau neix al peu de la muntanya en la que hi ha l'ermita de sant Nicolau al terme parroquial de Sant Sadurní de Sovelles. Travessa el terme de la parròquia i l'Hostal de Sovelles abans de desaiguar a l'indret de l'Atalaya, a Sant Esteve de Vallespirans.

### Riera de Carnalets
La riera de Carnalets neix al Coll de Sant Jaume, al terme municipal de Sant Jaume de Frontanyà, el Berguedà (tot i que la font el situa a la província de Girona). En aquest terme municipal passa per la Caseta d'en Coll de sant Jaume, Casellas, el molí de la Riba, la Riba i Serra de la Riba. A Ripoll passa per les cases Puig dels Bruchs, Matacà, la Caseta de les Arenyes i les Planes del Corral que és el lloc en el que desaigua.